# Orgères (Ille-et-Vilaine)
Orgères è un comune francese di 3 843 abitanti situato nel dipartimento dell'Ille-et-Vilaine nella regione della Bretagna.

## Società

### Evoluzione demografica
Abitanti censiti